# Hendrik Brugmans
Hendrik Brugmans, né à Amsterdam le 13 décembre 1906 et mort à Bruges le 12 mars 1997, est un résistant, universitaire et homme politique néerlandais.

## Biographie
Fils de l'historien Hajo Brugmans et de Maria Keizer, Brugmans fit des études de langue et de littérature française et passa son doctorat en 1934 avec une thèse consacrée au poète et dramaturge Georges de Porto-Riche.
Il s'occupa brièvement de politique en devenant membre pour le Parti social-démocrate de la seconde Chambre des États généraux. Ayant participé à la Résistance dans son pays, il devint après la guerre porte-parole du gouvernement Schemerhorn.
De 1948 à 1950 il enseigna la littérature française à l'université d'Utrecht. En 1950 il fut nommé premier recteur du Collège d'Europe, dont il était un des principaux fondateurs, charge qu'il occupa jusqu'en 1972 et dans laquelle il fut remplacé par Jerzy Łukaszewski. De 1972 à 1980 il fut professeur extraordinaire à la Katholieke Universiteit Leuven (KUL), section de Courtrai et y enseigna l'histoire de la culture européenne.
Brugmans fut cofondateur de la Fondation européenne de la Culture, à laquelle il fut attaché pendant 43 ans. Il fut aussi le premier président de l'Union des fédéralistes européens (UEF).
Après avoir pris sa retraite au Collège d'Europe, il continua de demeurer à Bruges. De son premier mariage avec Engelina Carolina Mary Kan il avait eu une fille. Il épousa en secondes noces Joanna Bral (pseudonyme Hanna Kirsten).
Au cours de son séjour à Bruges le calviniste et agnostique Brugmans se convertit au catholicisme et fut accueilli dans cette confession par l'évêque de Bruges, Emile-Joseph De Smedt.

## Publications
Brugmans a publié de nombreux écrits en faveur du fédéralisme européen.
À noter :
- Cité européenne. Programme fédéraliste, Paris, 1950.
- Schets van een Europese samenleving, Rotterdam, 1952.
- Levend in Europa. Ontmoetingen en herinneringen, Alphen aan den Rijn, 1980.
- Wij, Europa. Een halve eeuw strijd voor emancipatie en Europees federalisme. Opgetekend door H. Kirsten, Leuven/Amsterdam, 1988.

### Articles
- Arthur Lehning : homme libre et libertaire, Septentrion, 1980, Digitale Bibliotheek voor de Nederlandse letteren, lire en ligne.

## Honneurs
- 1951 : Prix Charlemagne à Aix-la-Chapelle
- 1972 : recteur honoraire du Collège d'Europe
- 1972 : citoyen d'honneur de la Ville de Bruges
- 1990 : Médaille de l'Union de la langue néerlandaise
- 1997 : L'année académique 1997-1998 du Collège d'Europe prit Hendrik Brugmans pour son patron

## Littérature
- Annemarie Van Heerikhuizen, Pioniers van een verenigd Europa, Digitale Bibliotheek Nederland, 2007